# گاستون لورو
گاستون لوئی آلفرد لورو (به فرانسوی: Gaston Louis Alfred Leroux) (زاده ۱۸۶۸ - درگذشته ۱۹۲۷ فرانسه) نویسنده و خبرنگار جنایی فرانسوی بود.
شهرت او بیشتر به خاطر رمانش شبح اپرا (به فرانسوی: Le Fantôme de l'Opéra) است که بارها به فیلم در آمده و آندرو لوید وبر، کارگردان مشهور تئاترهای موزیکال آن را به همین نام روی صحنه برده‌است. رمان او همچنین مبنای رمان «شبح» (۱۹۹۰) اثر سوزان کی قرار گرفته‌است.

## زندگی‌نامه
لورو در نرماندی به مدرسه رفت و در پاریس حقوق خواند و در سال 1889 فارغ‌التحصیل شد. چندین میلیون فرانک به او ارث رسید، اما چنان ولخرج بود که ورشکسته شد. بعد در سال ۱۸۹۰، به عنوان خبرنگار قضایی و منتقد تئاتر روزنامهٔ لکوی پاریس مشغول به کار شد. در سال ۱۹۰۵، در جریان انقلاب اول روسیه حاضر بود و آن را پوشش خبری داد. قضیه دیگری که او پوشش خبری داد، تحقیقی عمیق در اپرای پاریس بود. سردابه‌های اپرای پاریس سلولی داشت که در دوران کمون پاریس، محل حبس زندانیانی بود که در جنگ‌های فرانسه - پروس، سردمداران پاریس بودند.
لورو در سال ۱۹۰۷ خبرنگاری را کنار گذاشت و به رمان‌نویسی روی آورد. در سال ۱۹۰۹، شرکت تولید فیلمی را به نام سینه رمان راه انداخت. اول رمانی معمایی به نام راز اتاق زرد (۱۹۰۸) نوشت که در ادبیات جنایی فرانسه، معادل آثار آرتور کونان دویل در انگلستان و ادگار آلن پو در آمریکا دانسته می‌شود. لورو در ۱۵ آوریل ۱۹۲۷ در اثر عفونت دستگاه ادراری در شهر نیس فرانسه درگذشت.

## آثار

### رمان‌ها

#### ماجراهای ژزف رولتابی
- ۱۹۰۷ راز اتاق زرد
- ۱۹۰۸ عطر زن سیاهپوش
- ۱۹۱۲ رولتابی نزد تزار
- ۱۹۱۴ قصر سیاه
- ۱۹۱۷ رولتابی نزد کروپ
- ۱۹۲۱ جنایت رولتابی
- ۱۹۲۲ رولتابی نزد کولی‌ها

#### ماجراهای شری بیبی
- ۱۹۱۳ شری بیبی
- ۱۹۱۳ شری بیبی و سیسیل
- ۱۹۱۹ پالاس و شری بیبی
- ۱۹۲۵ کودتای شری بیبی

### رمان‌های دیگر
- ۱۸۹۷ تاجر کوچک رمی
- ۱۸۹۷ مردی در شب
- ۱۹۰۲ سه آرزو
- ۱۹۰۲ سری کوچک
- ۱۹۰۳ زندگی دوگانه تئوفراست لونگه
- ۱۹۰۸ شاه اسرارآمیز
- ۱۹۰۸ مردی که شیطان را دید
- ۱۹۰۸ راز اتاق زرد
- ۱۹۰۹ زنبق
- ۱۹۱۰ ملکه سبت
- ۱۹۱۰ شبح اپرا
- ۱۹۱۱ بالائو
- ۱۹۱۲ همسر خورشید
- ۱۹۱۳ اولین ماجرای شری بیبی